# Trigonoptera woodfordi
Trigonoptera woodfordi là một loài bọ cánh cứng trong họ Cerambycidae.